# Désobéissance intelligente
La désobéissance intelligente est l'action d'un animal d'assistance (en) d'une personne handicapée allant directement à l'encontre des instructions de son propriétaire dans le but de prendre une meilleure décision et préserver ce dernier. Ce comportement fait partie de la formation de l'animal (généralement un chien) et est au cœur de la réussite du travail d'un animal d'assistance. Le concept de désobéissance intelligente est utilisé et fait partie de la formation des animaux d'assistance depuis au moins 1936, et a été étendu à l'action d'humains désobéissant à des règles et/ou des instructions.  

## Exemples
Lorsqu'une personne aveugle souhaite traverser une rue et donne une instruction à son chien d'assistance pour le faire, le chien doit refuser de bouger lorsqu'une telle action mettrait la personne en danger. L'animal comprend que cela contredit le comportement  de réponse aux instructions du propriétaire qu'on lui a appris: il prend une décision alternative parce que l'humain n'est pas en mesure de décider en toute sécurité. Le chien a dans ce cas la capacité de comprendre qu'il effectue une telle action pour le bien-être de la personne. 
Un autre exemple est celui de la personne aveugle qui doit communiquer avec l'animal de telle manière que l'animal puisse reconnaître que la personne est consciente de l'environnement et peut procéder en toute sécurité. Si une personne aveugle souhaite descendre un escalier, un animal correctement formé pour faire preuve de désobéissance intelligente refusera de se déplacer à moins que la personne n'émette un mot de code ou une commande spécifique permettant à l'animal de savoir que la personne est consciente qu'elle est sur le point de descendre les escaliers. Cette commande sera spécifique aux escaliers et l'animal ne l'attribuera pas à la descente d'un trottoir ou à la montée sur un trottoir ou un perron. Dans une circonstance similaire, si la personne croit qu'elle est devant une marche et qu'elle souhaite descendre, mais qu'elle se trouve en fait devant un précipice dangereux (par exemple, un quai de chargement ou une falaise), l'animal refusera procéder. 

## Application à d'autres domaines
Ira Chaleff suggère dans son livre de 2015 la Désobéissance intelligente: faire le bien quand ce qu'on vous dit de faire est mal que la désobéissance intelligente a sa place dans d'autres domaines importants. Un exemple notable est la gestion des ressources de l'équipage, ou CRM (de l'anglais Crew resource management ou Cockpit resource management), où l'équipage de conduite d'un aéronef est encouragé à porter à l'attention du commandant de bord tout ce qui semble douteux au sujet d'une commande, ou des informations supplémentaires, généralement avec respect et tact, mais si c'est suffisamment urgent, avec plus d'insistance, tout comme les chiens-guides. Chaleff commence son ouvrage en mentionnant comment l'idée lui est venue alors qu'il avait une personne qui dressait un chien-guide dans l'une de ses classes. Outre le CRM, le principe est applicable dans de nombreux autres domaines d'activité, tels que la médecine, l'ingénierie, les affaires, ou l'armée. 
Chaleff a étendu son concept de désobéissance intelligente à l'éducation aux droits de l'enfant, proposant des instruments qui aident à protéger les enfants des situations traumatisantes où des personnes d'autorité abusent de leur pouvoir. L'un des outils qu'il propose est la formule mnémotechnique Cligne! Pense! Choisis! Exprime! (de la formule qui rime en anglais Blink! Think! Choice! Voice!), qui fonctionne de manière similaire à la technique simple de sécurité incendie stop, tomber, rouler (stop, drop and roll) enseignée aux enfants dans la plupart des pays anglophones. 